# Sju systrar
För andra betydelser, se De sju systrarna.
Sju systrar (norska: Familiesagaen De syv søstre) var en norsk dramaserie som sändes på TV2 Norge mellan 21 september 1996 till 5 november 2000 skapad av Peter Emanuel Falck och Christian Wikander. I programmet följer man fyra familjer i förorten Solbekk och de sju systrarnas liv.

## Rollista
| Rollfigur                        | Skådespelare             | Säsonger        |
| -------------------------------- | ------------------------ | --------------- |
| Haakon Frydenlund                | Espen Skjønberg          | 1996–2000       |
| Nelly Frydenlund                 | Mona Hofland             | 1996–2000       |
| Silje Frydenlund                 | Tina Hartvig             | 1996–2000       |
| Tonje Frydenlund                 | Rikke Arnesen            | 1996–1998       |
| Steinar Frydenlund               | Erik Ferguson            | 1996–2000       |
| Walter Kluge                     | Eyolf Soot Kløvig        | 1997–2000       |
| Bror Petterson                   | Boman Oscarsson          | 1996, 1998–2000 |
| Frode Birkeland                  | Arne Lindtner Næss       | 1996–1999       |
| Billeba Birkeland                | Karin Lunden             | 1996–2000       |
| Atle Birkeland                   | Torstein Braseth         | 1996–1998, 1999 |
| Gry Birkeland                    | Stine Indrelid           | 1996–2000       |
| Bjarte Sivertsen/Børre Sivertsen | Torfinn Nag              | 1996, 1997–1998 |
| Hoang Sivertsen                  | Vibeke Rae Næss          | 1996–1997       |
| Kjell Magne Sivertsen            | Lars Funderud Johannesen | 1996–1998       |
| Morten Sivertsen                 | Daniel André Halland     | 1996–1998       |
| Jannicke Haugland                | Lene Bragli              | 1996–1998       |
| Jordan Washington                | Knut Arne Børstad        | 1996–1997       |
| Ellen Beate Rekdal               | Tone Johnsen             | 1997–1998       |
| Khalid Shah                      | Nasrullah Qureshi        | 1996–2000       |
| Yasmin Shah                      | Bibi Razia               | 1996–2000       |
| Farim Shah                       | Sajid M. Hussain         | 1996–2000       |
| Zobia Shah                       | Meenakshi Naveen         | 1996–2000       |
| Ali Shah                         | Khalid Hussain           | 1997            |
| Espen Hjeltevik                  | Geir Morstad             | 1996–2000       |
| Erna Hjeltevik                   | Veslemøy Haslund         | 1999–2000       |
| Roy Bakke                        | Simon Andersen           | 1996–2000       |
| Shazad Salimi                    | Leon Israr Bashir        | 1997–2000       |
| Runar Marcussen                  | Stig R. Amdam            | 1997            |
| Kjetil Bjerkedal                 | Roger Hilleren           | 1997            |
| Madonna Birkeland                | Aurora Linchausen        | 1997            |
| Fredrik Berstad                  | Gerald Pettersen         | 1997            |
| Marit Petterson                  | Unni Kristin Skagestad   | 1997            |
| Smulan Petterson                 | Mia Aa. Stølen           | 1997            |
| Bjørn Ståle Rasmussen            | Per Egil Aske            | 1998–2000       |
| Nora Rasmussen                   | Mariann Hole             | 1998–2000       |
| Erling Tofte                     | Lasse Lindtner           | 1998–2000       |
| Nicolai Tofte                    | Fredrik Hermansen        | 1998–2000       |
| Major Storbøle                   | Rolf Arly Lund           | 1998–2000       |
| Valborg Løken                    | Beate Eriksen            | 1998–1999       |
| Raymon Rekdal                    | Frank Iversen            | 1998            |
| Barbara                          | Pascale Nielsen          | 1999            |
| Edgar Kluge                      | Hans A. Seth             | 2000            |
| Charlotte Zimmermann             | Liv Bernhoft Osa         | 2000            |